# Perconia reducta
Perconia reducta är en fjärilsart som beskrevs av Barend J. Lempke 1952. Perconia reducta ingår i släktet Perconia och familjen mätare. Inga underarter finns listade i Catalogue of Life.